# William A. Foley
William A. Foley (Amerikai Egyesült Államok, 1949. április 21. –) Ausztráliában élő amerikai nyelvész, a pápua nyelvek szakértője, a Sidney Egyetem nyelvészeti tanszékének vezetője.

## Szakmai pályafutása
Berkeleyben, a Kaliforniai Egyetemen tanult nyelvészetet, tanárai Charles J. Fillmore, Larry M. Hyman és Alton L. Becker voltak. A PhD fokozatot 1976-ban szerezte meg az ausztronéz nyelvcsalád témakörében. 1976-tól 1988-ig az Australian National University professzora volt Canberrában, 1988-tól a Sidney Egyetemen tanít.
Kutatótársával, Robert Detrick Van Valinnal új nyelvtani elméletet dolgozott ki. Később a gyakorlati kutatások felé fordult. 1977-78-ban hosszabb tanulmányutat tett Pápua Új-Guinea szigetén, majd a következő 20 évben sok két-három hónapos tanulmányútra visszatért oda. A sziget ugyanis nevezetes rendkívüli nyelvi sokszínűségéről, a világ összes ismert nyelvének egyötödét itt beszélik, sokszor csak néhány ezres közösségek.
A terepmunka eredményeinek elméleti feldolgozását 1886-ban és 1991-ben két nagyobb kötetben foglalta össze, amelyek azóta is a témakör alapműveinek számítanak.

## Művei
- Foley, William A. (1976). Comparative Syntax in Austronesian. Unpublished doctoral dissertation. University of California, Berkeley.
- Foley, William & Robert D. Van Valin, Jr. (1977). On the viability of the notion of ‘subject’ in universal grammar. In: Proceedings of the Third Annual Meeting of the Berkeley Linguistic Society. Berkeley: 293-320.
- Foley, William & Robert D. Van Valin, Jr. (1980). Role and Reference Grammar. In: Moravscik, E.A. & J. A. Wirth (Hgg.). Current approaches to syntax: 329-352.
- Foley, William & Robert D. Van Valin, Jr. (1984). Functional syntax and universal grammar. Cambridge.
- Foley, William A. (1986). The Papuan Languages of New Guinea. Cambridge.
- Foley, William A. (1991). The Yimas Language of New Guinea. Stanford.
- Foley, William A. (1997). Anthropological Linguistics. An introduction Oxford.
- Foley, William A. (2005). Semantic parameters and the unaccusative split in the Austronesian language family: Studies in Language 29, 385-430.

## Fordítás
- Ez a szócikk részben vagy egészben a William A. Foley című német Wikipédia-szócikk ezen változatának fordításán alapul.  Az eredeti cikk szerkesztőit annak laptörténete sorolja fel. Ez a jelzés csupán a megfogalmazás eredetét és a szerzői jogokat jelzi, nem szolgál a cikkben szereplő információk forrásmegjelöléseként.